# Vibrerende penisring
Een vibrerende penisring is een penisring die een functie heeft met een tril- of beweegstand. De vibrerende cockring werkt in de meeste gevallen op batterijen en is bedoeld om een erectie steviger te maken en langer te laten aanhouden. De vibraties werken daarnaast extra stimulerend. De vibrerende ringen zijn zo ontworpen dat het vibrerende gedeelte tijdens de penetratie tegen de clitoris aankomt. De stimulatie van de clitoris maakt het voor de vrouw eenvoudiger om klaar te komen tijdens de geslachtsgemeenschap. Een vibrerende cockring wordt doorgaans gebruikt als seksspeeltje en kan zowel solo als tijdens gemeenschap worden gebruikt. 

## De geschiedenis van de cockring
De penisring op zichzelf is al eeuwen oud en de eerste verhalen over de penisring dateren terug rond 1200. Vanaf de 17e eeuw maakte de penisring ook in Europa haar intrede. De cockring kwam over uit China en was in die tijd meestal gemaakt van ivoor en versierd met diverse decoraties en graveringen. De penisring is vervolgens doorontwikkeld door de eeuwen heen en nieuwe materialen als latex, metaalsoorten en glas werden gebruikt. In de jaren 60 werden de nieuwe varianten met vibratie-mogelijkheden op de markt gebracht.

## De werking
De werking van een vibrerende penisring is relatief eenvoudig. De ring wordt geplaatst over een ontspannen of half ontspannen penis. Zodra de penis in de erectie stand terecht komt, wordt de bloedsomloop bemoeilijkt door de ring en zal door dit proces de penis krachtig en meer gespannen staan. Vervolgens kan de vibratie aangezet worden tijdens de gemeenschap of masturbatie om de penis, als ook de partner extra te stimuleren. De vibrerende cockring kan gebruikt worden als sieraad en ook tijdens alle varianten van gemeenschap, zoals onder andere anale en orale seks.

## Draagtechnieken
Er zijn verschillende manieren waarop de vibrerende cockring gedragen kan worden. De eerste techniek, is waarbij de ring over de schacht van de penis gedragen wordt. Dit is de meest gebruikte techniek en ook de makkelijkste manier om de ring om te doen. Bij de tweede draagtechniek wordt de ring over de schacht geschoven en worden ook de testikels door de ring gehaald. Hierbij wordt de ring over de schacht en achter de balzak gedragen. De derde methodiek is de techniek, waarbij de ring niet over de schacht, maar louter om de balzak wordt gedragen.

## Voorzorgsmaatregelen
Wanneer er gebruik wordt gemaakt van een penisring dan zijn de juiste voorzorgsmaatregelen belangrijk. Het dragen van een penisring kan in sommige gevallen helpen bij vroegtijdige zaadlozingen en erectieproblemen, maar hij dient dan wel op de juiste manier gebruikt te worden. De maat is hierbij cruciaal in combinatie met het materiaal en de techniek waarmee de ring omgedaan wordt. Het is aan te raden om bij nieuw gebruik te kiezen voor een oprekbaar elastisch materiaal, zoals rubber of siliconen. Wanneer er gebruikgemaakt wordt van harde materialen, zoals metaal dan is de correcte maat nog belangrijker. Wanneer een te smalle penisring gebruikt wordt kan dit risico’s opleveren met betrekking tot het te ver afknellen van de doorbloeding. Het gebruik van glijmiddel bij het om en afdoen wordt dan ook aangeraden. Daarnaast is het belangrijk om de ring niet om te doen wanneer de penis al in erecte stand is.